# Planina pri Raki
Planina pri Raki je naselje u Općini Krško u istočnoj Sloveniji. Planina pri Raki se nalazi u pokrajini Dolenjskoj i statističkoj regiji Donjoposavskoj. 

## Stanovništvo
Prema popisu stanovništva iz 2002. godine Planina pri Raki je imala 51 stanovnika.

## Vanjske poveznice
- Satelitska snimka naselja  Arhivirana inačica izvorne stranice od 29. srpnja 2017. (Wayback Machine)